# Goszcza (gromada)
Goszcza – dawna gromada, czyli najmniejsza jednostka podziału terytorialnego Polskiej Rzeczypospolitej Ludowej w latach 1954–1972.
Gromady, z gromadzkimi radami narodowymi (GRN) jako organami władzy najniższego stopnia na wsi, funkcjonowały od reformy reorganizującej administrację wiejską przeprowadzonej jesienią 1954 do momentu ich zniesienia z dniem 1 stycznia 1973, tym samym wypierając organizację gminną w latach 1954–1972.
Gromadę Goszcza z siedzibą GRN w Goszczy utworzono – jako jedną z 8759 gromad na obszarze Polski – w powiecie miechowskim w woj. krakowskim, na mocy uchwały nr 24/IV/54 WRN w Krakowie z dnia 6 października 1954. W skład jednostki weszły obszary dotychczasowych gromad Goszcza, Marszowice, Sadowie i Wilków ze zniesionej gminy Luborzyca oraz Polanowice ze zniesionej gminy Niedźwiedź w tymże powiecie. Dla gromady ustalono 20 członków gromadzkiej rady narodowej.
1 stycznia 1969 z gromady Goszcza wyłączono wieś Polanowice włączając ją do gromady Niedźwiedź, po czym gromadę Goszcza przyłączono do powiatu krakowskiego w tymże województwie, gdzie równocześnie została zniesiona, a jej (pozostały) obszar włączony do gromady Luborzyca.